# Решетников, Валентин Иванович
Валентин Иванович Решетников (24.07.1934 — 08.03.2004) — российский учёный в области разработки командных приборов для изделий ракетно-космической техники, лауреат Государственной премии СССР (1975).

## Биография
Родился в Москве 24.07.1934.
Окончил физтех МГУ (1957).
С 1956 г. и до последних дней жизни работал в НИИ-944 (НИИ прикладной механики им. акад. В. И. Кузнецова), г. Москва в должностях от инженера до заместителя генерального директора по проектным работам — заместителя генерального конструктора.
По совместительству преподавал в Военной академии им. Дзержинского и на вечернем отделении Станкостроительного института.
В 1981 году защитил диссертацию на соискание учёной степени доктора технических наук, в 1990 г. утверждён в звании профессора по специальности «Динамика, баллистика и управление полетом летательных аппаратов».
Принимал участие в разработке комплексов командных приборов изделий «Р-16», «Р-36», «УР-100», «УР-100К», «Р-36М», «Аргус», «МКС» и других.
Умер в Москве 08.03.2004.
Жена — Нелли Яковлевна.

## Награды и звания
Лауреат Государственной премии СССР (1975) и премии Острякова (2000) — за работы по созданию современных командных гироскопических приборов систем управления для ракет и космических объектов.
Награждён орденами Ленина и «Знак Почёта», медалями Пилюгина, Королева, Челомея. Заслуженный деятель науки Российской Федерации (1996).